# Mervue United
Mervue United AFC is een Ierse voetbalclub uit Galway.
De club werd in 1960 opgericht en speelt in het Fahy's Field stadion. Omdat dit stadion niet voldoet aan de eisen van de FAI First Division wijkt de club uit naar Terryland Park. De club speelde jaren voornamelijk alleen met jeugdteams. In 2008 nam de club deel aan de nieuw opgerichte A Championship. Mervue werd derde in haar groep en mocht promotiewedstrijden spelen. Na twee wedstrijden was de club te sterk voor Kildare County en promoveerde nadat de Ierse voetbalbond Mervue een licentie voor de FAI First Division gaf. In 2009 eindigde de club al een-na-laatste en bleef in de First Division. In 2012 mislukte een fusie met Salthill Devon om het in de problemen geraakte Galway United FC te helpen. Salthill Devon ging wel als SD Galway spelen en in 2013 maakten beide clubs plaats voor een nieuw Galway FC wat een jaar later weer Galway United FC ging heten. Mervue United ging verder in de Galway & District League. 

## Eindklasseringen
| Seizoen | № | Clubs | Divisie        | WG | W  | G | V  | Saldo | Punten | Tsch |
| ------- | - | ----- | -------------- | -- | -- | - | -- | ----- | ------ | ---- |
| 2012    | 7 | 8     | First Division | 28 | 6  | 5 | 17 | 34–49 | 23     | 242  |
| 2013    | 3 | 8     | First Division | 28 | 14 | 7 | 7  | 46–31 | 49     | 268  |